# Norman Shands
Norman Shands (geb. 13. März 1916, gest. 17. Dezember 2012) war ein amerikanischer Pastor und Bürgerrechtler und eine Schlüsselfigur bei der friedlichen Aufhebung der Rassentrennung an den Atlanta Public Schools und weiteren Schulen der amerikanischen Südstaaten.

## Leben und Werk
Otis Norman Shands Jr (auch unter dem Namen O. Norman Shands oder, zumeist, Norman Shands bekannt) wurde am 13. März 1916 in Columbus, Georgia, als Sohn von Otis Norman Sr. und Mary Minerva (Holt) Shands geboren. Shands heiratete am 26. Juni 1938 Nan Catherine Land, die ihn in seiner Arbeit als Bürgerrechtler und Pastor lebenslang unterstützte. Die beiden hatten zwei Söhne und eine Tochter.
Shands schloss 1941 sein Studium an der Mercer University in Macon, Georgia, mit Magna Cum Laude ab und erwarb 1944 einen Master of Divinity am Southern Baptist Theological Seminary in Louisville, Kentucky.
Shands diente während des Zweiten Weltkriegs von 1944 bis 1945 als Kaplan in der US-Marine und anschließend von 1945 bis 1951 in der Naval Reserve als Lt. Junior (Reserve-Leutnant) und als Kaplan. Von 1945 bis 1947 war er zudem Leiter der Studentengemeinde (Director of Religious Activities) der Mercer University.
Von 1948 bis 1952 war Shands Pastor der First Baptist Church in Spartanburg, South Carolina, und von 1952 bis 1953 Präsident des Limestone College in Gaffney, South Carolina.
Als Pastor der West End Baptist Church (heute West Hunter Street Baptist Church) in Atlanta (1953–63) war Shands Unterzeichner des ’Ministers’ Manifesto’ von 1957/58, der ersten Erklärung weißer Geistlicher im Süden der Vereinigten Staaten zu Rassenbeziehungen. Neben Vertretern vieler protestantischer Kirchen, gehörten zu den Unterzeichnern auch Vertreter anderer Religionsgemeinschaften, so der jüdische Rabbi Jacob Rothschild, mit dem Shands eng zusammenarbeitete. Das inter-religiöse ‘Ministers’ Manifesto’ hatte eine Signalwirkung für die Civil Rights Bewegung in den gesamten Südstaaten und darüber hinaus.
Shands Einsatz für Bürger- und Menschenrechte aller Menschen, unabhängig von ihrer ethnischen Herkunft gründete in seinem christlichen Glauben. Eine Rede von dem in der Religionsgemeinschaft Koinonia Farms tätigen Clarence Jordan, dem späteren Gründer von Habitat for Humanity, bewog Shands zu einem Gelübde, sich aktiv für die im biblischen Buch Genesis erklärte göttliche Ebenbildlichkeit aller Menschen (nach Gen. 1.27) einzusetzen. Zu seinen theologischen Vorbildern zählten auch der deutsche Theologe Dietrich Bonhoeffer und der amerikanische Trappisten-Mönch und Mystiker Thomas Merton.
Shands war mit dem Vater von Martin Luther King Jr., Martin Luther King Sr. (Michael King) befreundet und arbeitete mit ihm sowie mit Ralph Abernathy, einem Mentor Martin Luther King Jrs, und späteren Pastors an der ehemaligen West End Baptist Church zusammen.
Shands war Co-Vorsitzender von OASIS (Organization Assisting Schools in September), die dazu beitrug, die Aufhebung der Rassentrennung an den Schulen in Atlanta praktisch umzusetzen.
Die Geschichte seines Eintretens für die Bürgerrechte von Black Americans als weißer Pastor und der Opposition, mit der er in vielen weißen Gemeinden und einem Teil seiner eigenen Personal-Gemeinde konfrontiert war, ist in einem 2006 von seinem Sohn Robert (‘Bob’) Shands verfassten Buch unter dem Titel „In My Father's House: Lessons Learned in the Home“ dokumentiert. Die Shands-Familie wurde wiederholt Opfer von Telefonterror und einem Anschlag von Anhängern des Ku-Klux-Clans.
1963 verließ Shands das Pfarramt der West End Baptist Church in Atlanta, um eine Pfarrstelle der Calvary Baptist Church in Kansas City, Missouri anzutreten. Von 1971 bis 1979 war er in verschiedenen Funktionen, u. a. als Campus-Kaplan, Acting Dean of Student Affairs und Seelsorger am Southern Baptist Seminary in Louisville, Kentucky tätig.
Seine Frau, Catherine Shands starb am 17. Mai 2004. Seinen Ruhestand, in welchem er weiterhin in Teilzeit als Prediger und Seelsorger arbeitete, verbrachte er in Alpharetta, Georgia, und dann in Liberty, Missouri, bevor er in ein Altenheim in Chillicothe, Missouri zog, wo er in der First Baptist Church aktiv war. Er wurde in der Baptist Home Cemetery in Chillicothe beerdigt.

## Veröffentlichungen (in Auswahl)
- Shands, (O) Norman. Ellis Adams Fuller, Man of God. Founders’ Day Address, Southern Baptist Theological Seminary, 1965
- Shands, Norman, Kindly Light (Hörbuch), Kansas City, 2008